# Oscar Nogués
Oscar Nogués Farré (ur. 21 maja 1978 roku w Banyeres del Penedès) – hiszpański kierowca wyścigowy.

## Kariera
Nogués rozpoczął karierę w międzynarodowych wyścigach samochodowych w 2001 roku od startu w 24-godzinnym wyścigu Barcelona, gdzie odniósł zwycięstwo. W późniejszych latach Hiszpan pojawiał się także w stawce Renault Clio Cup Spain, SEAT Leon Supercopa Spain, World Touring Car Championship, Spanish GT Championship, European Touring Car Cup, SEAT Leon Eurocup, 24H Series, Renault Clio Cup Spain, Mégane Trophy Eurocup, European Production Series, Renault Clio Cup Italy, Eurocup Clio oraz Renault Clio Eurocup.
W World Touring Car Championship Hiszpan startował w latach 2006-2008 w samochodzie SEATa. Jednak nigdy nie zdobywał punktów. W pierwszym wyścigu włoskiej rundy w sezonie 2007 uplasował się na dwunastej pozycji, co było jego najlepszym wynikiem w mistrzostwach.